# Società longobarda

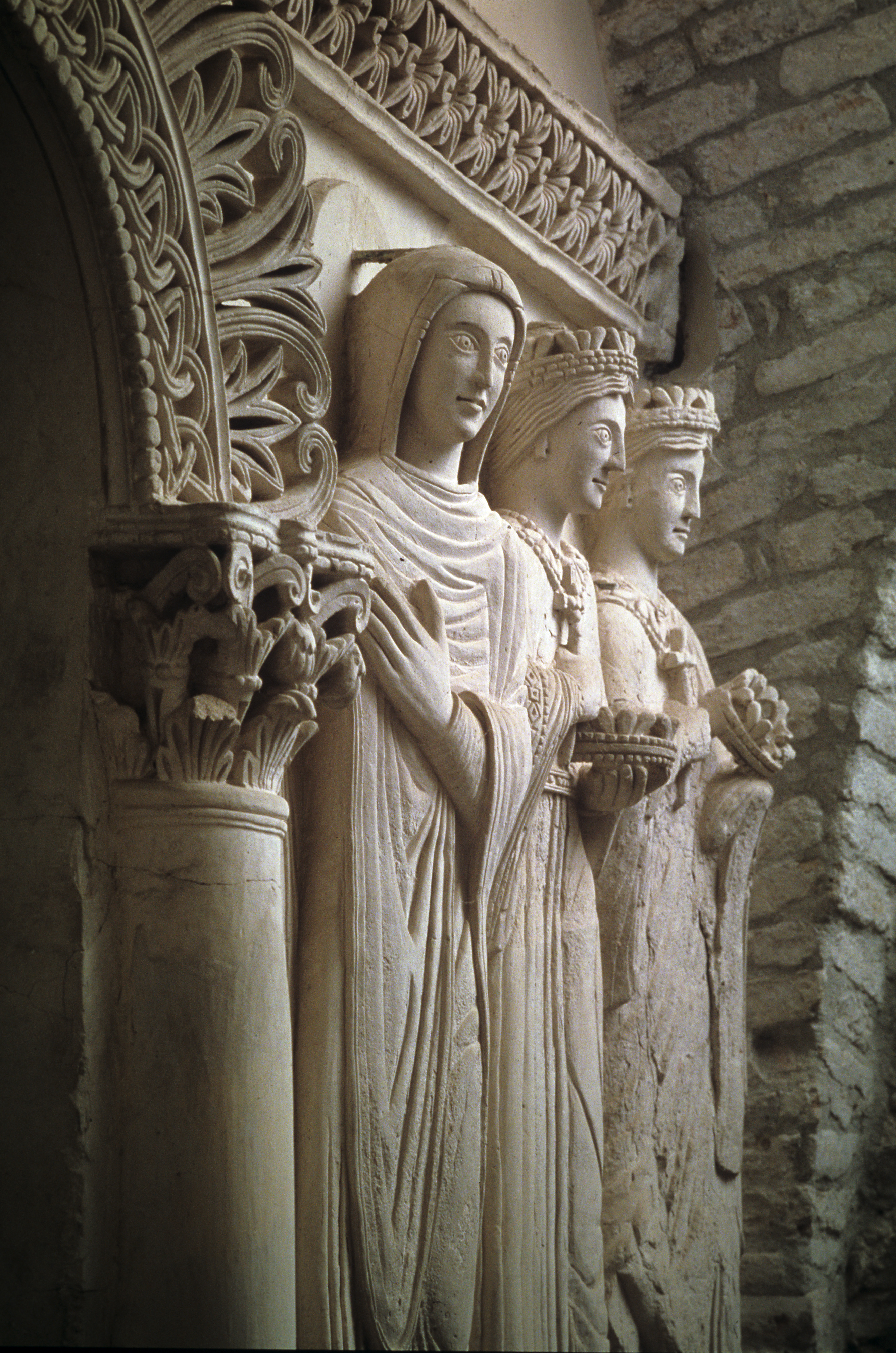
Figure femminili, stucco. Cividale del Friuli, Tempietto longobardo

La società longobarda costituì la struttura sociale del popolo longobardo, durante la lunga fase migratoria dal basso Elba fino all'Italia (I-VI secolo), e in seguito quella del Regno longobardo (568-774). Nel corso dei secoli, la società longobarda si caratterizzò per continui processi di inclusione: prima, durante la fase nomade, dei vari popoli (principalmente germanici, ma anche di altra origine linguistica) incontrati lungo la migrazione; poi, all'interno del loro regno, con i Romanici di cultura latina.

## Evoluzione storica

### La fase nomade
Fin dalle fonti più antiche, i Longobardi si sono sempre definiti gens Langobardorum: una gens, quindi, ovvero un gruppo di individui che aveva ben chiara la consapevolezza di formare una comunità e convinto di condividere un'ascendenza comune. Questo, tuttavia, non significava che i Longobardi fossero un gruppo etnicamente omogeneo; durante il processo migratorio inclusero al loro interno individui isolati o frammenti di popoli incontrati durante i loro spostamenti, soprattutto attraverso l'inserimento di guerrieri. Per accrescere il numero di uomini in armi ricorsero spesso all'affrancamento degli schiavi, per lo più provenienti da altri popoli. La maggior parte degli individui via via inclusi era probabilmente composta da elementi germanici, ma non mancavano origini etniche diverse (per esempio, Avari di ceppo turco). Durante la permanenza alle foci dell'Elba i Longobardi vennero in contatto con altre popolazioni di Germani occidentali, quali Sassoni e Frisoni. Da queste popolazioni, che a lungo erano state in contatto con i Celti (soprattutto i Sassoni), appresero un'organizzazione sociale in caste, raramente presente in altre popolazioni germaniche.

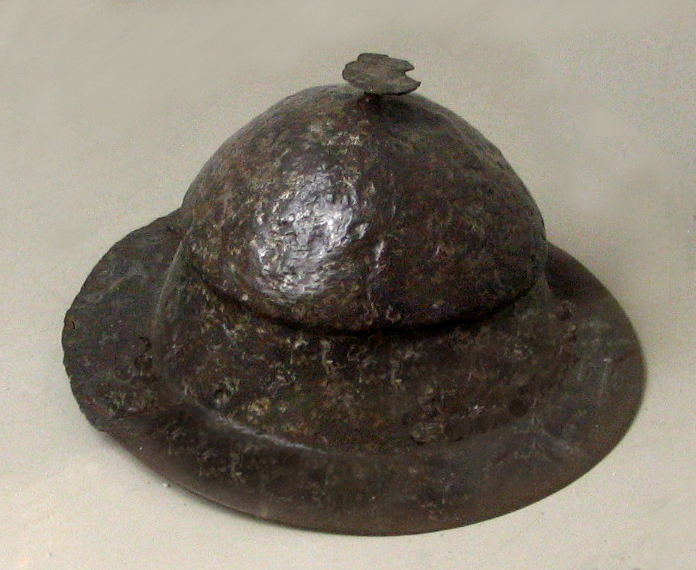
Umbone longobardo

Il processo di aggregazione con altri popoli andò intensificandosi via via che la potenza del popolo cresceva, soprattutto a partire dagli anni dell'insediamento in Pannonia (VI secolo). Entrare nella gens significava condividere le aspettative di gloria guerriera e di bottino dei Longobardi, affrancandosi dalle proprie origini sociali e cogliendo opportunità di carriera. Dopo la decisiva vittoria sui Gepidi (567) l'esercito longobardo, che si apprestava ormai a invadere l'Italia, includeva certamente anche Gepidi, Unni, Sarmati, Sassoni, Svevi e perfino Romani del Norico e della Pannonia.
I Longobardi erano un popolo in armi guidato da un'aristocrazia di cavalieri e da un re guerriero. L'importanza della funzione militare per i Longobardi era più marcata di quella, per esempio, dei Sassoni. La lancia, arma tipica dei cavalieri, era il simbolo della sua regalità. Quando un guerriero moriva veniva tumulato con il suo equipaggiamento in sepolcreti appartati rispetto a quelli del resto della popolazione. Il titolo non era dinastico ma elettivo. L'elezione si svolgeva nell'ambito dell'esercito, che fungeva da assemblea; l'uomo libero, detto arimanno (cfr il tedesco Heer, esercito, e Mann, uomo), era colui che portava le armi e formava l'esercito. L'assemblea era quindi appropriatamente detta Gairethinx (assemblea delle lance). Alla base della piramide sociale c'erano i servi a cui venivano affidati i lavori di pastorizia e agricoltura che vivevano in condizioni di schiavitù.
A livello inferiore si trovavano invece gli aldii, dotati di una certa autonomia in ambito economico, ma di una limitata libertà, molto più vicini alla condizione degli schiavi rispetto a classi analoghe come i liti dei sassoni.
Nonostante i tentativi di preservare incorrotta la propria specificità etnico-culturale, i Longobardi in Pannonia subirono le prime influenze bizantine, anche attraverso i rapporti organici e diplomatici stabiliti con l'Impero. Ci furono elementi di vera e propria integrazione nello Stato bizantino, come testimonia, a metà del VI secolo, la partecipazione di contingenti longobardi alle guerre bizantine contro Ostrogoti e Persiani. Lo status di "federati" portò anche a una maggior definizione del ruolo e dei compiti dei duchi, su ispirazione dell'articolato apparato istituzionale bizantino.

#### Le fare
Al momento dell'invasione dell'Italia, il popolo era suddiviso in varie fare, raggruppamenti familiari con funzioni militari che ne garantivano la coesione durante i grandi spostamenti. A capo delle fare erano i duchi, che facevano da intermediari tra il re e i liberi. A partire dal momento dell'insediamento in Pannonia (prima metà del VI secolo), i Longobardi erano entrati in diretto contatto con istituzioni romane. Le fare si insediarono sul territorio ripartendosi tra gli insediamenti fortificati già esistenti e abbozzarono un sistema di esazione delle imposte dalle popolazioni romane sottomesse. Si trattava di un embrione di organizzazione territoriale che poi, una volta giunti in Italia, i Longobardi avrebbero evoluto nella rete dei loro ducati.

### L'insediamento in Italia
Giunti in Italia, i Longobardi in una prima fase respinsero ogni commistione con la massa della popolazione di origine latina (i Romanici, secondo il lessico del tempo) e si arroccarono a difesa dei propri privilegi. Nettamente in minoranza, coltivarono i tratti che li distinguevano sia dai loro avversari Bizantini sia dai Romanici: la lingua germanica, la religione pagana o ariana, il monopolio del potere politico e militare. Il loro insediamento stravolse profondamente gli assetti fondiari della penisola, poiché numerosi latifondi furono confiscati per essere redistribuiti tra i nobili e gli arimanni longobardi.
L'irruzione dei Longobardi sulla scena italiana, già profondamente segnata dalla Guerra gotica, sconvolse i rapporti sociali della Penisola. La maggior parte del ceto dirigente latino (i nobiles) fu uccisa o scacciata, mentre i pochi scampati dovettero cedere ai nuovi padroni un terzo dei loro beni; il procedimento, noto come hospitalitas, non era un'innovazione introdotta dai Longobardi, ma un modello ampiamente diffuso in età tardo-antica, che costituiva uno schema di coesistenza sullo stesso territorio di due popolazioni che rimanevano indipendenti l'una dall'altra. I vinti perdevano l'antico privilegio della totale esenzione fiscale, tuttavia mantenevano il diritto di proprietà, sia pur decurtata. Se il sistema socio-economico ereditato dall'Impero romano rimaneva in gran parte operante, nel VI secolo al vertice si poneva però la ristretta aristocrazia guerriera longobarda, che ripartì le terre e i raccolti tra le proprie fare.
Anche una volta insediati in Italia, i Longobardi conservarono il valore attribuito all'assemblea del popolo in armi (che generalmente si tenevano intorno ai primi giorni di marzo presso il palazzo reale di Pavia). Il Gairethinx decideva l'elezione del re e deliberava sulle scelte politiche, diplomatiche, legislative e giudiziarie più importanti; depositaria delle Cawarfidae, le norme tradizionali del popolo, non era tuttavia tanto un'arena pienamente democratica, assimilabile a un moderno parlamento, quanto il luogo nel quale i duchi e i capi delle fare facevano valere la propria prominenza. Con il radicarsi dell'insediamento in Italia, il potere assunse, nelle sue varie articolazioni, aspetti sempre più marcatamente territoriali; le città dove si erano insediato un duca divennero il centro (politico, amministrativo e militare) del territorio (ducato) nel quale si erano insediate le fare che ne riconoscevano la supremazia. Allo stesso modo, gli sculdasci governavano i centri più piccoli, mentre i gastaldi di nomina regia amministravano la porzione dei beni dei Longobardi assegnati, a partire dall'elezione di Autari (584) al sovrano.

#### La concezione della regalità
L'approccio verso la regalità dei Longobardi si differenziava sostanzialmente da quello degli altri popoli germanici, poiché sul carattere sacro della figura del sovrano prevaleva la funzione come capo dell'esercito. A differenza dei Franchi, per esempio, il cui re proveniva da una stirpe divina, i re longobardi venivano scelti in maniera "democratica" durante un'assemble di pari (il Gairethinx), che sceglieva il più valoroso in termini di doti militari, quale sintesi di coraggio, forza e astuzia. In Paolo Diacono si trovano vari riferimenti indiretti a questo concetto di regalità connesso al valore militare: come nel gesto di afferrare la lancia come simbolo di potere, specialmente quando i legami di sangue vengono a mancare per la successione. Diversamente dai re franchi, quelli longobardi avevano residenza fissa nel palazzo della capitale: ciò rafforzava l’autorità regia dato che ogni anno, intorno al primo marzo, presso il palazzo, si teneva una grande assemblea dove venivano emanate le leggi e venivano dibattute le grandi questioni del regno. Tuttavia si trattava anche di un momento molto delicato, dato che, come più volte si verificò, se una fazione avversa al sovrano riusciva a occupare il palazzo e il tesoro regio, di fatto poteva impadronirsi del regno: per i longobardi l’autorità del sovrano poteva essere esercitata solo se egli aveva il pieno controllo del palazzo.
Non erano comunque estranee alla concezione dei Longobardi le idee di stirpi nobili: tra le più importanti, i Letingi, i Gausi, i Bavaresi e gli Arodingi. Sono però segno di altre influenze esterne, di gruppi assimilati a loro nel corso dei secoli.

#### Ideali guerreschi e religiosità popolare
Vale la pena di ricordare come la religiosità dei guerrieri longobardi si sia appropriata di San Michele Arcangelo il guerriero di Dio, rappresentato sempre con la spada sguainata, nel quale identificavano l'antico dio pagano Odino, adottandolo come Santo Patrono della nazione longobarda. Moltissime delle chiese costruite in territorio longobardo portano il suo nome, così come molti degli insediamenti urbani di fondazione longobarda, in cima ai campanili dei quali, anche se connessi a chiese dedicate ad altri santi svettava, e in molti casi ancora svetta, l'Angelo con la spada e le ali semiaperte. Talvolta anemostato. Anche l'Arcibasilica Reale di Pavia, dove venivano incoronati i re longobardi e che custodiva la Corona ferrea gli è dedicata. E importantissimo era il santuario di San Michele a Monte Sant'Angelo sul Gargano, nel luogo dov'Egli era apparso, come pure la Sacra di San Michele, alla cui protezione era affidato il sistema difensivo delle Chiuse (del Valico del Moncenisio) in Val di Susa, fatalmente aggirate da Carlo Magno. Questi due santuari (il primo dei quali fa ora parte del sito seriale Longobardi in Italia: i luoghi del potere, inserito nella Lista dei patrimoni dell'umanità dell'UNESCO nel giugno 2011), erano parte di un cammino di pellegrinaggio che si estendeva fino a Mont-Saint-Michel in Normandia, tratto della Via Francigena che collegava i tre principali luoghi dedicati all'Arcangelo.
Fu infine papa Gregorio I, lo stesso che aveva donato a Teodolinda, che tanto si prodigò per la conversione dei Longobardi, il chiodo della Vera Croce con cui fu composta la Corona ferrea, a ribattezzare la Mole Adriana Castel Sant'Angelo, ponendovi sopra la notissima statua nella quale San Michele è diplomaticamente rappresentato nell'atto di ringuainare la spada.

### La differenziazione sociale
Una volta stabilizzata la presenza longobarda in Italia, nella struttura sociale del popolo iniziarono a manifestarsi segnali di evoluzione, registrati soprattutto nell'Editto di Rotari. L'impronta guerriera, che portava con sé elementi di collettivismo militaresco, lasciò progressivamente il passo a una società differenziata, con una gerarchia legata anche alla maggiore o minore ampiezza delle proprietà fondiarie.
Se il VI secolo vide ancora i Longobardi come elementi sostanzialmente estranei, dal punto di vista sociale, al loro nuovo territorio, nel VII i rapporti con i Romanici iniziarono a diventare regolari e organici. L'Editto lascia intendere che, anziché in fortificazioni più o meno provvisorie come quelle in cui si erano acquartierate le fare al tempo della conquista, già una cinquantina di anni dopo (l'Editto è del 643) i Longobardi vivessero per lo più nelle città, nei villaggi o - caso forse più frequente - in fattorie indipendenti. Parallelamente, da collettiva che era (assegnata alle fare), la proprietà delle terre divenne individuale, trasmessa ereditariamente e tutelata dalle leggi.
La fine del nomadismo intensificò la differenziazione economica e sociale tra i Longobardi. La stratificazione sociale era riconosciuta dal sistema del guidrigildo, che calcolava l'ammontare dei risarcimenti alle persone offese seguendo un complesso sistema di valutazione della dignità individuale delle vittime. La distinzione fondamentale, comunque, restava quella tra i liberi (i Longobardi di ogni ceto sociale) e i non liberi; marginale, sostanzialmente, il ruolo dei semiliberi (gli aldii). Nell'Editto di Rotari si equiparavano gli aldii e i servi ministeriales riguardo al danno ricevuto, mentre erano considerati superiori ai servi rustici. Nel campo matrimoniale un aldio poteva sposare una donna libera, sebbene secondo alcune determinate condizioni, mentre era proibito l'opposto, comunemente con tutte le legislazione germaniche. L'emancipazione, comunque, era possibile e anzi con il tempo divenne un fondamentale processo di incanalamento e di regolamentazione della mobilità sociale. Esponenti degli strati gerarchici inferiori potevano, con atto pubblico, essere "liberati" e considerati da quel momento in poi longobardi a tutti gli effetti, quale che fosse la loro origine etnica.

## L'integrazione con i Romanici
I Longobardi rimasero per decenni una ristretta aristocrazia militare, che coscientemente perseguì una politica di segregazione rispetto alla resto della popolazione italica: i Romanici cattolici. Con il passare del tempo i tratti di segregazione razziale andarono stemperandosi, soprattutto con il processo di conversione al cattolicesimo avviato dalla dinastia Bavarese. Il VII secolo fu segnato da questo progressivo avvicinamento, parallelo a un più ampio rimescolamento delle gerarchie sociali. Tra i Longobardi vi fu chi discese fino ai gradini più bassi della scala economico-sociale, mentre al tempo stesso cresceva il numero dei Romanici capaci di conquistare posizioni di prestigio nell'ambiente dei dominatori, soprattutto tra gli esponenti del clero. Anche il trattato di "pace eterna", siglato nel 680 tra re Pertarito e l'Impero bizantino, contribuì al processo di integrazione, togliendo ai Romanici ogni speranza di una restaurazione bizantina. A conferma della rapidità del processo c'è anche l'uso esclusivo, attestato fin dagli inizi della dominazione longobarda in Italia, della lingua latina in ogni loro atto scritto, incluso quell'Editto di Rotari che pure era rivolto esclusivamente ai Longobardi.
Sebbene le leggi rotariane proibissero, in linea di principio, i matrimoni misti, era tuttavia possibile per un longobardo sposare una schiava, anche romanica, a patto che fosse emancipata prima delle nozze. Questa possibilità, dettata probabilmente dalle esigenze imposte dall'esiguità numerica dei Longobardi, funzionò da cavallo di Troia per la romanizzazione dei Longobardi; già nell'ultimo scorcio del VII secolo, sotto i re cattolici della dinastia Bavarese, si contavano alcuni elementi di origine latina all'interno dell'esercito (ascritti quindi alla categoria degli arimanni e soggetti al diritto longobardo).
Gli ultimi re longobardi, come Liutprando o Rachis, intensificarono gli sforzi d'integrazione, presentandosi sempre più come re d'Italia anziché re dei Longobardi, sebbene molto spesso rimasero profondi attriti con la nobiltà di origine romana. Il processo di spartizione delle terre e delle cariche, in linea di massima, tuttavia rimase, come dimostra la politica seguita per le diocesi, affidate sempre a prelati germanici in netta contrapposizione con il papa di Roma, spesso considerato troppo vicino all'impero bizantino.
Parallelamente all'integrazione, si verificò un progressivo impoverimento di molti Longobardi: la frammentazione ereditaria delle proprietà, le donazioni a istituzioni ecclesiastiche e la cattiva gestione portò, nell'VIII secolo, molti liberi a non essere più padroni della propria casa né della terra che lavoravano. Prendendo atto della nuova situazione, nel 726 Liutprando esentò i Longobardi più poveri dal servizio militare, sottoponendoli però, in caso di guerra, a corvée obbligatorie. Al tempo stesso, come emerge sempre dalle novità legislative introdotte da Liutprando, acquisirono un ruolo sempre più rilevante nuove categorie, come quelle dei mercanti e degli artigiani; aumentarono gli ecclesiastici di origine longobarda mentre fecero la loro ricomparsa, inoltre, professioni legate all'ambito artistico e intellettuale. L'insieme di questi fattori portò a un netto predominio della città sulla campagna; i centri urbani vennero abbelliti con edifici lussuosi e opere d'arte, e i loro abitanti sperimentarono una sempre più vivace mobilità verticale.
I Longobardi si adattarono agli usi e ai costumi della maggioranza della popolazione del loro regno. Dismisero il loro abito tradizionale a balze variopinte per adottare quello romanico; abbandonarono l'antica rasatura della nuca (atto dal forte valore simbolico) e passarono all'uso di calzoni e gambali di panno. La lingua longobarda venne abbandonata anche nell'uso quotidiano, anche se a favore di un latino volgare che accolse dal loro idioma germanico numerosi elementi; proprio a questo innesto, anzi, è possibile far risalire la nascita del volgare italiano (la sua prima attestazione, l'Indovinello veronese, risale alla fine dell'VIII secolo). Allo stesso modo, anche i nomi propri persero connotazioni etniche e tanto quelli di origine germanica quanto quelli di origine latina venivano imposti, indifferentemente, ai nuovi nati di una società ormai in gran parte omogenea. Soltanto ai vertici della nobiltà longobarda si conservò una certa identità di gens (benché perfino l'ultimo re longobardo, Desiderio, avesse un nome latino), che si sarebbe preservata ancora per decenni dopo la caduta del regno (774) e l'immissione della Langobardia Maior nell'impero carolingio.

## Elementi di cultura materiale

### La famiglia e la condizione della donna
Nell'Editto di Rotari più di venti paragrafi regolano il diritto dei rapporti familiari, prova di una grande attenzione a tale argomento. In particolare, venivano regolati i rapporti patrimoniali ed ereditari, soprattutto riguardo ai figli legittimi.
Veniva riservata una rigorosa protezione alle donne non sposate di dignità libera: poiché non potevano difendersi da sole in caso di violenze, la compensazione in denaro di delitti che le riguardassero era più elevata di quanto fosse richiesto per un uomo in un caso omologo. Il marito non aveva potere illimitato su una donna onesta, ma poteva ottenerlo in caso di situazioni particolari, quali l'adulterio, il disinteresse o la lontananza della famiglia della donna.
Da un punto di vista patrimoniale, la donna aveva alcuni diritti. Il faderfium era una dote concessa dal padre della donna che si sposava di entità liberamente disposta; in caso di morte del marito, se la donna tornava alla famiglia di origine, poteva portare con sé il faderfium. Ma il faderfium tornava ad essere patrimonio della famiglia di origine della donna, quindi da dividere, per esempio, con le sue sorelle in caso di morte del padre o del fratello maggiore.
Altre elargizioni restavano invece di proprietà strettamente personale della donna ed erano la meta, promessa il giorno delle nozze (una specie di dote maschile), e il morgingab o morgengabio, elargito pubblicamente il mattino successivo alle nozze a suggellare la consumazione e la validità del matrimonio. Inizialmente pare che il morgengabio fosse corrisposto alla famiglia della donna, poi in seguito era elargito direttamente ad essa. Queste due elargizioni, in caso di vedovanza, restavano sempre di proprietà della donna, che non era tenuta a spartirle con nessuno.

### L'alimentazione
Tacito, nel suo saggio Germania, informa che i Longobardi erano devoti alla dea Nerthus e al culto della fertilità, il che fa pensare ad un'attività agricola che affiancasse quelle tipicamente barbariche (caccia, pastorizia raccolta di frutti spontanei). Durante l'epoca delle migrazioni è comunque impensabile un'attività agricola, infatti le analisi sui ritrovamenti archeologici in Pannonia hanno evidenziato una dieta a base di latte, burro, grasso e carne.
Anche nell'Editto di Rotari si trovano poche norme dedicate all'attività agricola e sono per lo più spiegate come un adattamento alla situazione italica preesistente.

### L'allevamento dei cavalli
Il cavallo era un animale sacro, fondamentale per le pratiche guerriere. I Longobardi nell'uso del cavallo si distinguevano nettamente dai Germani occidentali, per la conoscenza approfondita del cavallo imparata probabilmente dai nomadi delle steppe e dai Germani orientali.
L'editto di Rotari dedica ben cinque paragrafi alla tutela del cavallo, indicando anche norme per la cura dell'estetica equina. Paolo Diacono parla invece di cavalli selvatici portati in Italia con lo scopo di migliorare le razze.

## Fonti
- Paolo Diacono, Historia Langobardorum (Storia dei Longobardi, Lorenzo Valla/Mondadori, Milano 1992)
- Origo gentis Langobardorum, ed. G. Waitz in Monumenta Germaniae Historica SS rer. Lang.
- Leges Langobardorum (643-866), ed. F. Beyerle, Witzenhausen 1962
- Tacito, De Origine et situ Germanorum, XL.